# Museu de Arte Moderna de São Paulo
O Museu de Arte Moderna de São Paulo (MAM) é uma das mais importantes instituições culturais do Brasil. Localiza-se sob a marquise do Parque Ibirapuera, em São Paulo, em um edifício inserido no conjunto arquitetônico projetado por Oscar Niemeyer em 1954 e reformado por Lina Bo Bardi em 1982 para abrigar o museu. É uma Organização da Sociedade Civil de Interesse Público, sem fins lucrativos, que tem por objetivo a conservação, extroversão e ampliação de seu patrimônio artístico, a divulgação da arte moderna e contemporânea e a organização de exposições e de atividades culturais e educativas.
O museu foi fundado por Francisco Matarazzo Sobrinho e Yolanda de Ataliba Nogueira Penteado, dito Ciccillo Matarazzo, em 1948, concomitante ao surgimento do Museu de Arte Moderna do Rio de Janeiro, ambos inspirados pelo Museu de Arte Moderna de Nova Iorque (MoMA) e frutos do ambiente de grande efervescência cultural e progresso socioeconômico que caracterizou o Brasil na década de 1940. Ao longo de sua história, o MAM se notabilizou por sua ativa agenda cultural e por importantes iniciativas voltadas à sedimentação e difusão da arte moderna na sociedade brasileira, nomeadamente a criação da Bienal Internacional de São Paulo. Amealhou também, nos seus primeiros anos, um notável acervo artístico, agregando obras de alguns dos mais relevantes nomes nacionais e internacionais das artes visuais no século XX.
Sucessivas crises institucionais e dificuldades financeiras, entretanto, levaram ao rompimento do fundador com o conselho diretor do museu, resultando na sua extinção temporária e doação de todo o seu patrimônio à Universidade de São Paulo (que o utilizou como acervo base de seu Museu de Arte Contemporânea). O MAM iniciou então um processo de reestruturação e recomposição de seu acervo, hoje focado na arte contemporânea, apesar de sua denominação. Permaneceu, entretanto, como importante referência na vida cultural do país.
O acervo conta hoje com mais de 5 000 peças, a maioria produzida por artistas brasileiros ativos da década de 1960 em diante. Mantém o Jardim de Esculturas, um espaço de 6 000 metros quadrados projetado por Roberto Burle Marx, onde são expostas obras do acervo a céu aberto. Possui uma das maiores bibliotecas especializadas em arte da cidade de São Paulo, com mais de 60 000 volumes, além de um setor de publicações próprias, responsável pela edição de catálogos e pela revista trimestral Moderno. Desde 1969 organiza a mostra bienal Panorama da Arte Atual Brasileira, uma das mais tradicionais exposições periódicas do país e importante ferramenta para a ampliação do acervo.

## História

### Antecedentes
A Semana de Arte Moderna de 1922, sediada no saguão do Teatro Municipal de São Paulo, é frequentemente apontada como o marco inicial do movimento de renovação das artes plásticas no Brasil. Este movimento, entretanto, não pode ser entendido como uma ruptura brusca causada por esta manifestação. Insere-se, ao contrário, em um longo processo reformador, com raízes dentro da própria Academia, em função do descontentamento dos artistas ativos na passagem do século XIX para o século XX com a rigidez formal do aprendizado acadêmico e com a ausência de liberdade técnica e expressiva. É o caso de pintores como Antônio Parreiras, Belmiro de Almeida, Eliseu Visconti, Benedito Calixto e Almeida Júnior, que, sem abandonar a sobriedade acadêmica, buscaram atualizar suas linguagens artísticas, inspirando-se frequentemente nos movimentos europeus de renovação pictórica.
Em 1913, Lasar Segall realizou em São Paulo aquela que é tida como a primeira mostra de arte moderna do Brasil, com obras de tendência expressionista e influxo cubista, abordando a temática social. Foi seguido por Anita Malfatti, que realizou sua primeira mostra individual na capital paulista em 1917 — elogiada pelo crítico Nestor Rangel, mas violentamente atacada por Monteiro Lobato em artigo publicado no jornal O Estado de S. Paulo. A desqualificação pretendida por Lobato teve efeito oposto, unindo em torno da artista o incipiente grupo de modernistas ativos na cidade, sem que deixassem de refletir, entretanto, as pluralidades e diversidades da vida cultural brasileira. Após a realização da Semana de Arte Moderna, os artistas nacionais buscaram uma maior aproximação com as vanguardas europeias.
A “guerra ideológica” representada pelo surgimento de diversos grupos e propostas antagônicas impediu, por um lado, a unificação do movimento modernista brasileiro, mas também permitiu ampliar o conhecimento das propostas estéticas de vanguarda junto aos círculos intelectuais e sedimentar a sua aceitação. Surgiram na cidade, nos anos trinta, diversos agrupamentos de modernistas, como a Sociedade Pró-Arte Moderna (SPAM) e o Clube dos Artistas Modernos (CAM), e as galerias e salões de arte tradicionais passaram a ceder espaço às vanguardas. Mesmo a conservadora Pinacoteca do Estado, então o único museu de arte paulistano, passou a fazer cessões esporádicas à produção moderna, adquirindo obras de Lasar Segall, Anita Malfatti, Victor Brecheret e Tarsila do Amaral, tornando-se a primeira instituição museológica do país a incorporar obras modernistas à sua coleção. Não obstante, o debate estético não chegava a atingir o grande público e o modernismo ainda não era capaz de definir um circuito artístico na cidade.
Ainda na década de 1930, o poder público passou a estabelecer iniciativas de apoio à cultura simpáticas aos ideais modernistas. Em 1937, foi criado o Serviço do Patrimônio Histórico e Artístico Nacional (SPHAN) e, no mesmo ano, iniciou-se a construção do edifício do Ministério da Educação e Saúde Pública, no Rio de Janeiro, projetado por um grupo de arquitetos modernos sob consultoria de Le Corbusier - uma espécie de símbolo do comprometimento do poder público com as vanguardas, refletindo o anseio de construir uma nova imagem do Brasil como uma nação moderna. Na capital paulista, a prefeitura criou seu Departamento Municipal de Cultura, idealizado por Mário de Andrade, órgão responsável pela manutenção de uma rede de equipamentos culturais, nomeadamente a Biblioteca Pública Municipal (hoje denominada “Mário de Andrade”), com o objetivo de estimular, coordenar e desenvolver iniciativas que favorecessem o desenvolvimento artístico, cultural e educacional da população.
Com a eclosão da Segunda Guerra Mundial e a concomitante expansão da influência cultural e do poderio econômico norte-americanos, acentuou-se um processo de transferência progressiva do eixo de referência das artes plásticas mundiais da Europa para os Estados Unidos. Nova Iorque substituía gradualmente Paris como o mais proeminente centro cultural do ocidente e atraía diversos artistas europeus, fugindo do ambiente hostil criado pela guerra. Surgiram na cidade novos movimentos de vanguarda, ao passo que correntes estéticas preexistentes encontraram um espaço adequado para florescer. O Museu de Arte Moderna novaiorquino, o primeiro a ser fundado no mundo, em 1929, passou então a inspirar a criação de diversas novas instituições voltadas ao registro da produção de vanguarda, a princípio nos Estados Unidos (com a criação de museus de arte moderna em Boston, São Francisco e Cincinnati) e posteriormente na Europa.

No Brasil, Sérgio Milliet, diretor da Divisão de Bibliotecas do Departamento de Cultura, foi o principal incentivador da criação de instituições dedicadas ao ideário modernista neste período. Em 1945, Milliet criou a Seção de Arte da Biblioteca Pública Municipal, iniciando uma política de aquisição sistemática de obras de arte modernas. A coleção pertencente à Seção de Arte, composta por obras de Aldo Bonadei, Francisco Rebolo, Cândido Portinari, Antonio Gomide, Di Cavalcanti, Tarsila do Amaral, Pierre-Auguste Renoir, Joan Miró, Fernand Léger, Alfred Barye, Marc Chagall e Henri Matisse, entre outros, é tida como o primeiro acervo modernista do Brasil. A existência desta coleção, hoje conservada na Pinacoteca Municipal de São Paulo, bem como as mostras, exposições didáticas, cursos e conferências organizados pela Biblioteca Municipal, ampliaram a discussão sobre a criação de um museu de arte moderna na cidade. Em artigo publicado no O Estado de S. Paulo em 1938, Milliet declarou que:
“a ausência de um museu de arte moderna em São Paulo se faz duramente sentir” e que “se este existisse em nossa capital, a exemplo do que ocorre em quase todos os países civilizados do mundo, talvez não ficasse sem registro permanente o esforço dos pintores e escultores da atual geração brasileira”. 
A administração municipal, entretanto recusou-se a encampar a ideia. Mário de Andrade era opositor do projeto, acreditando que a criação de museus didáticos, com reproduções e cópias de obras consagradas, seria mais útil para o propósito de instruir culturalmente os cidadãos.

### O museu

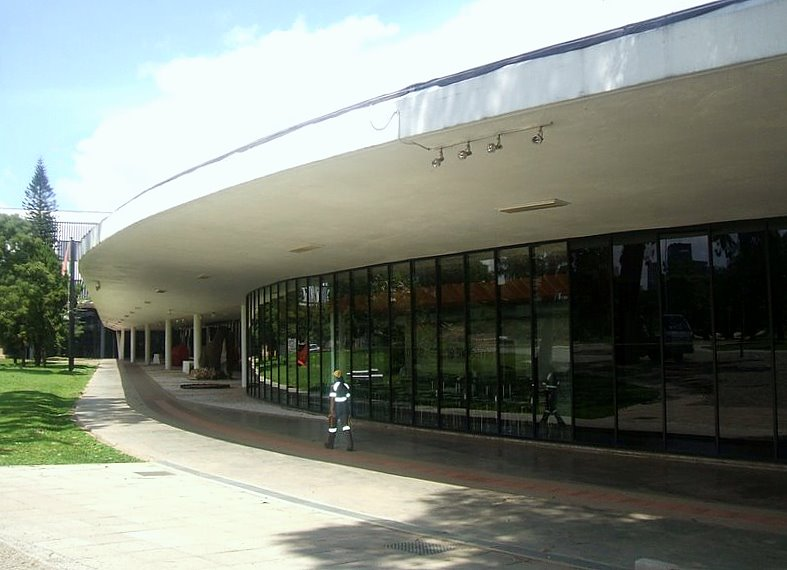
Sede da instituição na Marquise do Parque do Ibirapuera.

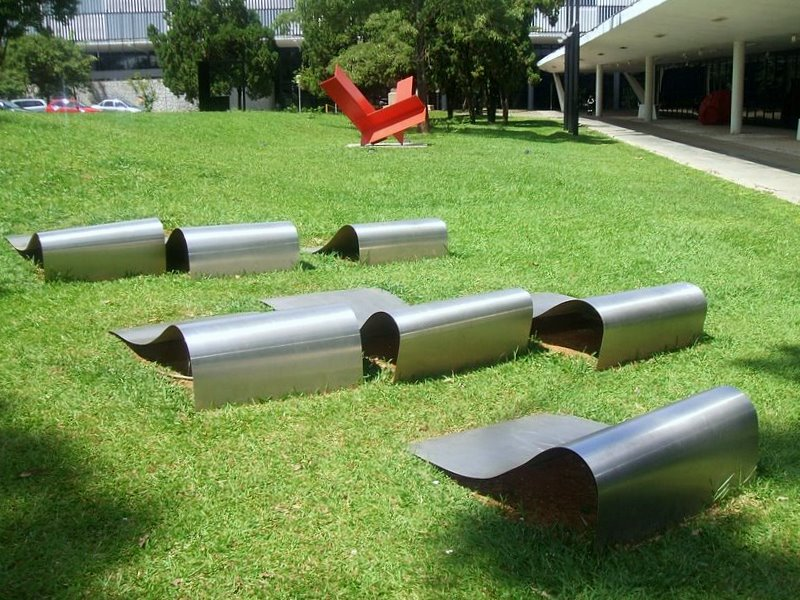
Sete Ondas, de Amélia Toledo.

Criado em 1948, pelo industrial e mecenas ítalo-brasileiro Francisco Matarazzo Sobrinho (Ciccillo Matarazzo) e sua esposa, a famosa aristocrata paulista Yolanda Penteado, o Museu de Arte Moderna de São Paulo, foi um dos primeiros assentos institucionais da produção artística modernista no país. O modelo museográfico era o do MoMA de Nova Iorque, então presidido por Nelson Rockefeller, que dera instruções e obras para a nova fundação.
Os estatutos gerais do novo MAM previam a constituição de uma entidade dedicada ao incentivo do gosto artístico do público, por todas as maneiras que forem julgadas convenientes, no campo das artes plásticas, da música, da literatura e da arte em geral. Compunham o conselho de administração, entre outros, os arquitetos Villanova Artigas e Luís Saia e os críticos Sergio Milliet e Antônio Cândido.
Antes mesmo da inauguração oficial, no ano seguinte a 1948, o MAM expunha o seu acervo (ainda incipiente) numa sede provisória, na rua Caetâno Pinto, o endereço da Metalúrgica Matarazzo. Como um cigano ou um nômade, a história do MAM-SP é marcada por diversas mudanças de sede e direção. Ele foi fundado em 1948 por Francisco Matarazzo, e sua sede ficava na Rua Sete de Abril. Nas palavras do próprio fundador, os objetivos do MAM eram: “incentivo do gosto artístico do público, por todas as maneiras que forem julgadas convenientes, no campo da plástica, da música, da literatura e da arte em geral”.
Depois da Rua sete de Abril ele foi para o Parque Ibirapuera em 1958. Lá ficou primeiramente no Museu da Aeronáutica e posteriormente foi para o pavilhão da Bienal. Francisco Matarazzo, que também foi o fundador da Fundação Bienal de São Paulo, resolve separar as duas instituições que antes eram correlacionadas, em 1963. Nesse mesmo ano ele convoca uma assembleia geral para realizar a dissolução do MAM e doar seu acervo para o surgimento do Museu de Arte Contemporânea da USP. Mas nem todos foram a favor do fim do MAM.
Os sócios do museu Paulo Mendes de Almeida e Mário Pedrosa deram início ao "novo MAM" e atestaram no artigo primeiro da ata: “O Museu de Arte Moderna de São Paulo, sociedade civil sem fins lucrativos, políticos ou religiosos, tem por objetivo constituir um acervo de artes plásticas modernas, principalmente brasileiras, incentivar e difundir a arte contemporânea”. Com a dissolução o MAM fica sediado provisoriamente no Edifício Itália e no Conjunto Nacional, em ocasiões diferentes. Em 1968 ele vai para a Marquise do Parque do Ibirapuera onde está até hoje.

### Exposição inaugural
A exposição inaugural do MAM, denominada Do figurativismo ao abstracionismo, aprofundava uma discussão que começara anos antes, sobre a oposição entre a arte figurativa (de representação da natureza), já tida como retrógrada, e a arte abstrata (subjetiva), que surgira duas décadas antes na Europa, considerada a vanguarda das artes plásticas.
Organizada pelo diretor do museu da época, o crítico de arte belga Léon Degand, a mostra reunia 95 obras, sobretudo de artistas europeus – já que problemas financeiros impediram a vinda de trabalhos originários dos Estados Unidos. Puderam ser vistos nesta exposição nomes como Jean Arp, Alexandre Calder, Waldemar Cordeiro, Robert Delaunay, Wassily Kandinsky, Francis Picabia e Victor Vasarely. Todos abstracionistas.

### Acervo
Na coleção, podem encontrar-se telas de Anita Malfatti, Aldo Bonadei, Alfredo Volpi, Emiliano Di Cavalcanti, Francisco Rebolo, Felippe Moraes, José Antônio da Silva, Joan Miró, Marc Chagall, Mario Zanini, Pablo Picasso e Raoul Dufy, entre outros. A maioria pertencera à coleção particular de Matarazzo e da esposa, a famosa Yolanda Penteado.

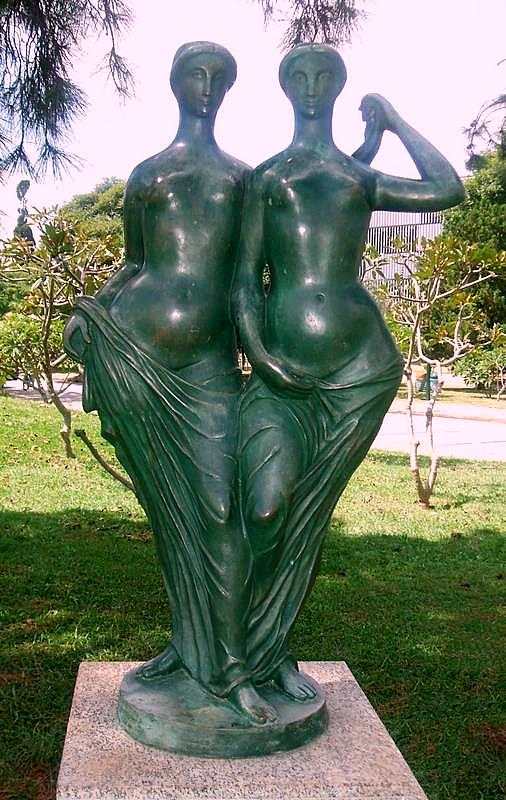
As Irmãs, de Alfredo Ceschiatti
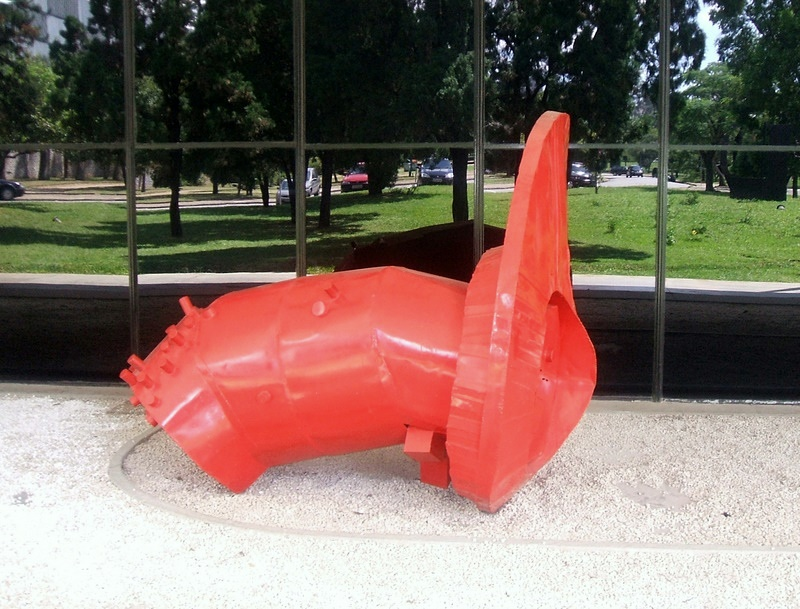
A Coisa, de Caciporé Torres
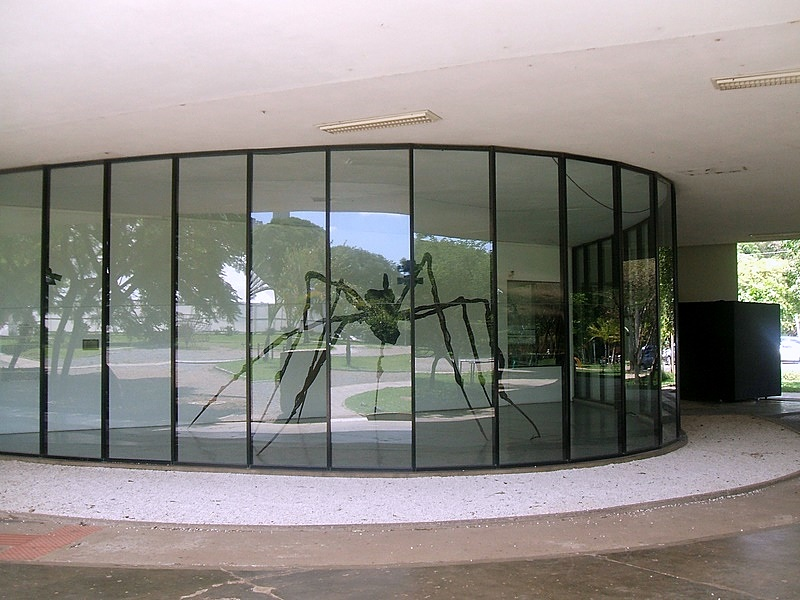
Aranha, de Louise Bourgeois
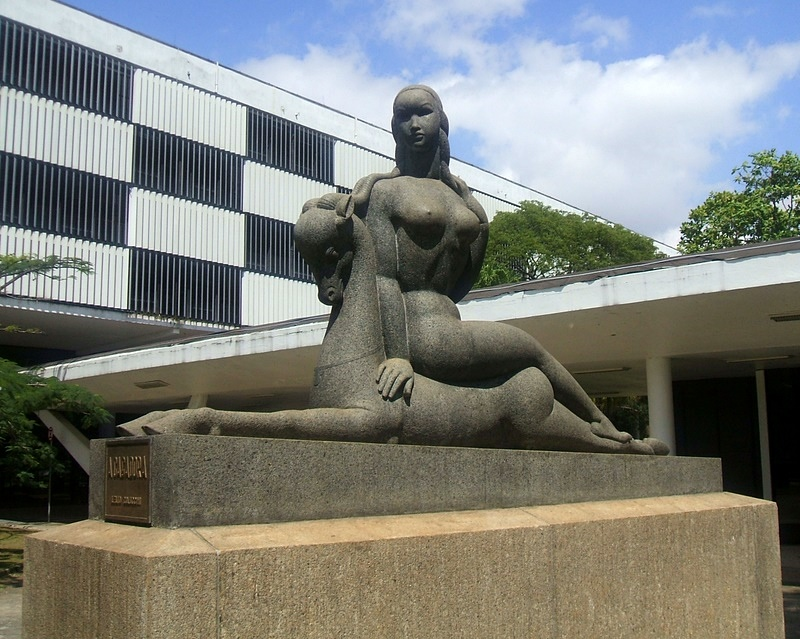
A Caçadora, de Lelio Coluccini
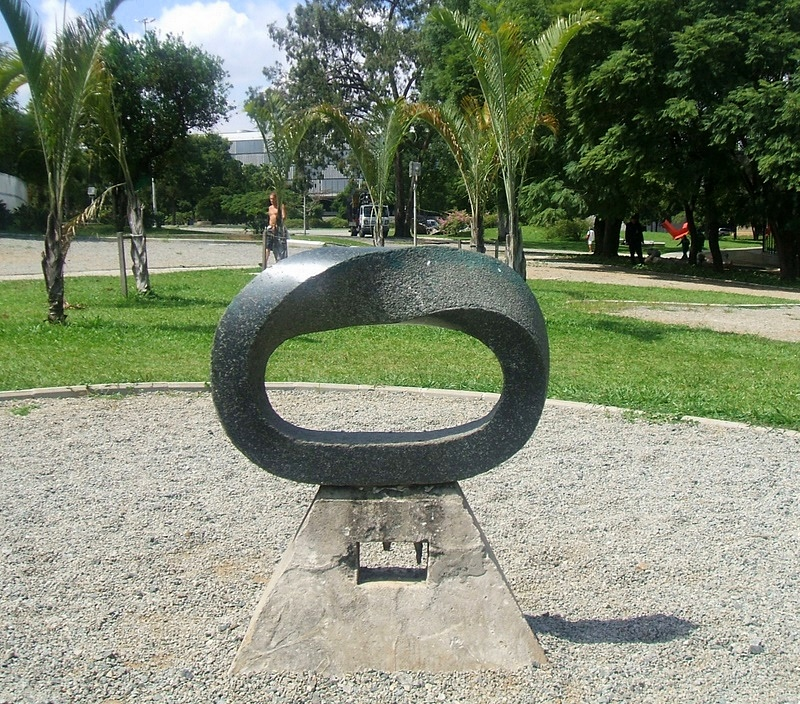
Pedra Torcida, de Hisao Ohara
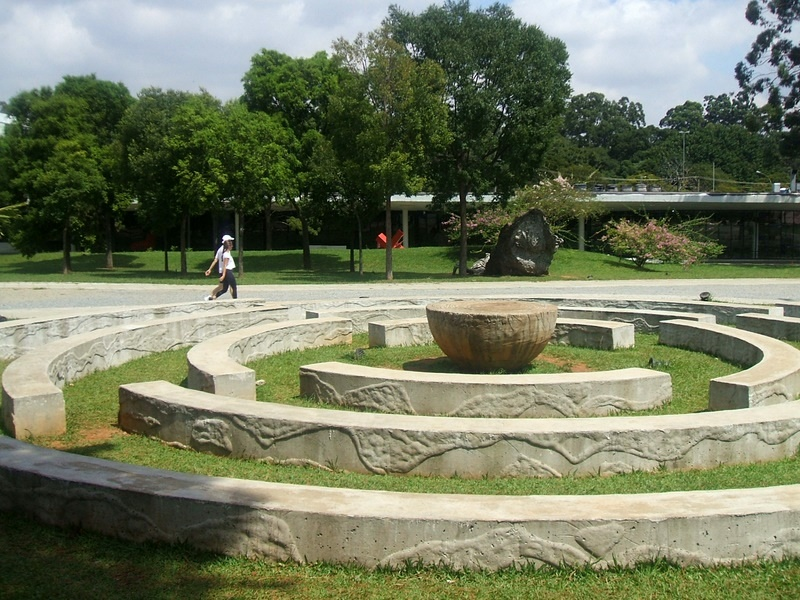
Sectiones Mundi, de Denise Milan e Ary Perez
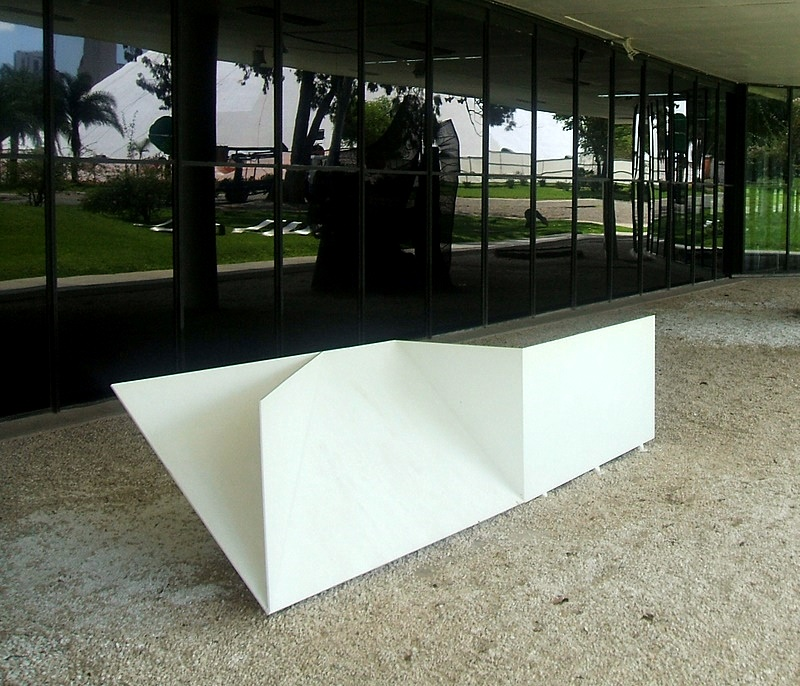
Realidade Alusiva, de Antonio Lizárraga